# Milonga que peina canas
 Milonga que peina canas es una milonga cuya letra y música pertenecen a Alberto Gómez, que fue estrenado por su autor en 1942, cuya temática está vinculada al turf de Argentina

## El autor
Alberto Gómez (Lomas de Zamora, Buenos Aires, Argentina, 19 de junio de 1904 - ibídem, 1 de mayo de 1973) cuyo nombre real era Egidio Alberto Adduci, fue popular cantor nacional, estribillista y solista, nunca cantor de orquesta, dedicado al género del tango, que incursionó en la industria cinematográfica de su país.

## Los caballos nombrados
Esta milonga incluye el nombre de los caballos de carrera más destacados hasta ese año en el turf argentino:
- Amianto: Hijo de Zanoni y Mariana, y propiedad de Carlos Pellegrini. Ganó las seis carreras que corrió, incluso el Gran Premio Jockey Club y el Gran Premio Nacional de 1891.[2]
- Bermejo: Hijo de Remanso y Mamita. Ganó en 1927 el G.P Jockey Club y el G.P. Nacional.[3]
- Botafogo: Alazán nacido el 7 de noviembre de 1914, producto del cuádruple coronado argentino Old Man y la yegua inglesa Korea. Ganó la cuádruple corona de 1917. Triunfó en 17 carreras y perdió una sola vez, ante Grey Fox.[4]
- Cocles: Hijo de Copyright y Cecilia Metella. Ganador de la polla de 1929 y del Gran Premio Internacional en 1930. En 1931 ganó el Gran Premio José Pedro Ramírez en Maroñas, con la monta de Irineo Leguisamo. En su momento llegó a ocupar el segundo lugar en la lista de animales ganadores de mayor suma en Sudamérica.
- Congreve, hijo de Copyright y Per Noi. En 1928 ganó el  G.P. Carlos Pellegrini y en 1929, los clásicos Gral. Belgrano, Pueyrredón, Chacabuco, V. L. Casares,  y  Municipal en Maroñas. En 1930, volvió a ganar el Vicente L. Casares. Congreve corrió 21 carreras y ganó 12, fue segundo en 5 y tercero en  2. Tuvo  282 hijos, de los cuales 177 fueron buenos ganadores. Encabezó la Estadística de Padrillos en 1937, 1939, 1940, 1941, 1943, 1944 y 1945; y la Estadística de Abuelos Maternos en 1948, 1949, 1951, 1952 y 1953.
- Cordón Rouge, ganador de los grandes premios Jockey Club y Nacional de 1900,
- Floreal, que tuvo buenas performances y  ganó el Nacional de 1905.
- Ix, hijo de Congreve (y Betha), ganó los premios Jockey Club, Nacional y Pellegrini (1935).
- Lombardo, en 1924, ganó varios clásicos -Jockey Club, Nacional y Pellegrini, entre otros-, fue montado por Irineo Leguisamo y también por Máximo Acosta.
- Macón, -que ganó dos veces el Pellegrini en 1925 y 1926, cuidado por una leyenda del entrenamiento, Naciano Moreno, un profundo conocedor y un intuitivo, de las posibilidades físicas que podía otorgar un buen entrenamiento.
- Melgarejo, hijo de Amianto, triple coronado, ganador de innumerables clásicos en 1906, uno de los caballos que más dinero ganó en la cancha en 1909,  título que mantuvo hasta 1926.
- Mineral, ganador de la cuádruple corona y de otros clásicos en forma aplastante, conquistó el cariño popular.
- Mouchete, (Pietermaritzburg – Rivera)  ganó el Internacional en 1911 y 1912,el Gran Premio de Honor tres veces y el  Premio Gral. Pueyrredón de 1912, en lo que su jockey, el uruguayo Domingo Torterolo,  consideró el triunfo más difícil y laborioso de su carrera.
- Niobe,  ganador del Nacional de 1892,
- Old Man, ídolo popular ganador la cuádruple corona y otras 18 carreras. Como semental alcanzó resultados incomparables y uno de sus hijos fue Botafogo.
- Omega, triunfador del Nacional de 1918.
- Payaso, cuidado por Francisco Maschio y conducido por Irineo Leguisamo,  ganó el Jockey Club, el Nacional y el Carlos  Pellegrini y también los clásicos Chevallier y Rivadavia.
- Pippermint, nacido en 1899, hijo de Mostaza y St Mirin¨, ganó en 1902 la Polla de Potrillos, Gran Premio Jockey Club, Gran Premio Nacional, y Gran Premio Carlos Pellegrini. Fue el primer triunfador de la cuádruple corona.[5] Un tango de 1902 de Ernesto Ponzio al que luego agregó letra Jesús Fernández Blanco lleva su nombre.[6]
- Porteño, ganó el GP Nacional en 1895 y el GP Carlos Pellegrini al año siguiente.[7]
- Rico, ganador de la cuádruple corona de 1922 y otros siete clásicos.
- San Martín, que ganó Jockey Club y Nacional de 1890.
- Stiletto, triunfador en el Gran Premio Nacional de 1886 y el primero en conquistar el Gran Premio Internacional de 1887, -que luego pasó a  llamarse “Gran Premio Carlos  Pellegrini”.
- Surplice,  se impuso en el Nacional de 1885.

La alusión final a Argentino Gijena, se refiere a un promisorio jockey muerto en una rodada en la pista de Palermo en 1911.
En el texto original se menciona a “los hijos de Congreve” con los que “vuelve a rejuvenecer” pero en algunas grabaciones se los reemplaza  por los "nietos de Congreve" y también cambia el caballo "Payaso" por "Yatasto" que era nieto de Congreve. 
Yatasto en 1951 se consagró vencedor de la Cuádruple Corona de la hípica argentina, al vencer en el Gran Premio Carlos Pellegrini, el Gran Premio Polla de Potrillos, el Gran Premio Jockey Club y el Gran Premio Nacional. Dicho año además, resultó vencedor del Clásico Miguel Cané, el Clásico Montevideo, el Clásico R. Chevalier, el Clásico Santiago Luro y el Clásico Guillermo Kemmis. 
En 1952, venció en el Gran Premio de Honor, el Clásico Chacabuco y el Clásico Pueyrredón. En 1953, ganó por segunda oportunidad el Gran Premio de Honor y el Clásico Chacabuco, además del Gran Premio San Isidro, el Clásico General Belgrano, el Clásico Vicente L. Casares, el Clásico Otoño y el Clásico Municipal en el Hipódromo de Maroñas en Uruguay. Recordista en pista de arena de Hipódromo de Palermo: 3000 metros en 3'04",200 con 62 kg el 19 de julio de 1953, jamás mejorada. 
En la grabación del tema por Roberto Goyeneche con la orquesta de Aníbal Troilo se escucha la letra original.